# Onça de Pitangui
Onça de Pitangui este un oraș în Minas Gerais (MG), Brazilia.